# Albrecht II (Brandenburgia)
Albrecht II (ur. 1 stycznia pomiędzy 1171 i 1177 r., zm. 25 lutego 1220 r.) – margrabia Brandenburgii od 1205 r. z dynastii askańskiej.
Był synem margrabiego brandenburskiego Ottona I oraz Ady, córki hrabiego Holandii Florisa III. W chwili śmierci swego ojca w 1184 r. był małoletni, mógł sięgnąć po swój udział w dziedzictwie po nim dopiero po długim sporze ze swym starszym bratem przyrodnim Ottonem II (w toku tego sporu Albrecht został przez brata nawet schwytany i uwięziony). Gdy Otto II zmarł bezdzietnie w 1205, Albrecht został jego następcą. W sporze o władzę w Niemczech toczonym wówczas między Hohenstaufami i Welfami Albrecht stał po stronie Filipa Szwabskiego, ale po jego śmierci w 1208 r. przeszedł na stronę Ottona IV i stał u jego boku aż do momentu, gdy sprawa Welfów była już całkiem przegrana (1217). Z Ottonem łączyła go m.in. wspólna opozycja wobec ekspansji Duńczyków w północnych Niemczech. Ponieważ jednak plany Albrechta dotyczące ekspansji w kierunku Pomorza nie mogły być po 1217 zrealizowane, skupił się on na sprawach wewnętrznych Brandenburgii.
W 1205 r., tuż po śmierci brata, poślubił Mechtyldę (Matyldę), córkę margrabiego Łużyc Konrada. Ze związku tego pochodziło dwóch jego synów, Jan I i Otto III, którzy następnie podzielili Brandenburgię na dwie części (podział ten przetrwał przez następne sto lat, niemal do samego końca rządów dynastii askańskiej w tym kraju), i dwie córki, z których starsza Matylda poślubiła księcia Brunszwiku Ottona I.